# Frank Giacoia
Frank Giacoia, né le 6 juillet 1924 et mort le 4 février 1988, est un dessinateur américain de comics.

## Biographie
Frank B. Giacoia naît le 6 juillet 1924 à New York. Il commence à travailler dans les comics au studio de Jerry Iger en 1941.
Par la suite il réalise des comics policier ou d'horreur. Il dessine ensuite de nombreuses histoires pour National comme Flash ou Batman. Il ne reste cependant pas attaché à cet éditeur et on retrouve sa signature chez Dell Comics, Fawcett Comics, Harvey et Prize.
En 1956 il crée le comic strip Johnny Reb and Billy Yank, qu'il confie quelque temps à Jack Kirby, lorsque celui-ci connaît des difficultés financières. Il est aussi l'auteur du strip Sherlock Holmes qu'il réalise aidé par Mike Sekowsky.
Lorsque Marvel Comics connaît le succès à partir de 1961, il rejoint l'entreprise et y encre de nombreuses séries, entre autres Captain America de Jack Kirby. Il dessine aussi de nombreux comics strips (Spider-man de 1978 à 1981, Flash Gordon, etc.).
Il meurt le 4 février 1988.

## Récompenses
- 2016 : Inscrit au Temple de la renommée Joe Sinnott (à titre posthume), pour son œuvre d'encreur